# 제생동천
제생동천(濟生洞川)은 회동천으로 합류하던 하천이다. 준천사실에는 제생동지수(濟生洞之水)로, 한경지략에는 계생동제천수(桂生洞諸川水)로, 동국여지비고에는 제생동(濟生洞)으로 되어 있다. 계생동천(桂生洞川)이라고도 불렸으며, 현재는 완전히 복개되었다.